# Mitterdorf im Mürztal
Mitterdorf im Mürztal là một đô thị thuộc huyện Mürzzuschlag bang Steiermark, nước Áo. Đô thị Mitterdorf im Mürztal có diện tích 11,12 km², dân số thời điểm cuối năm 2008 là 568 người.